# Болатбаев, Нель Адгамович
Нель Адгамович Болатбаев (19 сентября 1922, аул № 1, Кувская волость, Каркаралинский уезд, Семипалатинская губерния — 10 августа 1996, Петропавловск, Республика Казахстан) — советский хозяйственный, государственный и политический деятель.

## Биография
Родился в ауле N 1 Кувской волости Каркаралинского уезда Семипалатинской губернии (позднее Кувский, Егиндыбулакский район Карагандинской области). Казах. Происходит из рода каракесек племени аргын Среднего жуза.
Член КПСС с 1946 года.
Окончил школу парторганизаторов при ЦК КП(б) Казахстана (1950), Казахский педагогический институт (1952), Ленинский сельскохозяйственный техникум (1962).
С 1940 года — на хозяйственной, общественной и политической работе. В 1940—1941 гг. — статистик Урлютюбинского районного отдела народного образования Павлодарской области.
С 1941 года в рядах Красной армии. После окончания полковой школы — командир отделения в 299 стрелковом полку 29-й (72-й гвардейской) стрелковой дивизии 64-й (7-й гвардейской) армии. 29-я стрелковая дивизия вела тяжёлые бои на левом берегу Дона. В составе оперативной группы 64-й армии осуществила успешный контрудар. Затем дивизию выдвинули к селу Абганерово — надо было остановить прорвавшиеся соединения 4-й танковой армии вермахта. В этих боях на подступах к Сталинграду сержант Болатбаев получил тяжёлое ранение. Инвалид войны 2-й группы. За участие в боях на подступах к Сталинграду награждён медалью «За отвагу».
В 1944 г. контролёр, начальник контрольно-учётного бюро при Промышленном районном исполнительном комитете Совета депутатов трудящихся г. Петропавловска, 1945—1947 гг. заместитель начальника отдела рабочего снабжения мясокомбината. С 1947 года — инструктор Промышленного райкома партии города Петропавловска, помощник второго секретаря Северо-Казахстанского обкома КП (б) Казахстана. В 1950 году избран вторым секретарём Пресновского райкома партии (с. Пресновка, СКО). С августа 1955 года — председатель колхоза имени В. И. Ленина (30-ти тысячник). В 1957—1962 гг. — председатель исполкома Приишимского районного Совета депутатов (с. Боголюбово, СКО). В 1962 году избран первым секретарём Октябрьского райкома Компартии Казахстана (с. Марьевка). В 1963—1965 гг. — секретарь партийного комитета Сергеевского территориального производственного совхозно-колхозного управления. В 1965—1970 гг. — первый секретарь Сергеевского райкома Компартии Казахстана (г. Сергеевка). В эти шло сооружение плотины и Сергеевского водохранилища. Введён в строй Ишимский групповой водопровод — самый длинный в мире. Действовавшие на базе водохранилища групповые водопроводы обеспечивали гарантированным водоснабжением хозяйства Северо-Казахстанской, Кокчетавской, Кустанайской, Тюменской и Курганской областей.
С декабря 1970 по август 1986 года — председатель Исполнительного комитета Северо-Казахстанского областного Совета депутатов (г. Петропавловск).
В 70-80-е годы многое было сделано для развития экономического и культурного потенциала региона. Область была одной из лучших в республике по показателям в полеводстве и животноводстве. Были построены крупнейшие в Казахстане элеваторные мощности, мельницы, реконструированы мясоконсервный и молочный комбинаты. После завершения электрификации области начался дорожный «бум». Развивались лёгкая и местная промышленность. Реконструировались и строились заново кожевенный завод, сапоговаляльная и кожгалантерейная фабрики, швейные предприятия и т. д. Были возведены здания драматического театра и кинотеатра «Казахстан». Областной центр украсили современные здания социального и культурно-бытового назначения, появились новые жилые районы. Активно возводилось жильё в сельской местности.
Бывший первый секретарь Северо-Казахстанского обкома партии Степанов Владимир Тимофеевич писал: «Особые воспоминания остались у меня от длительной совместной работы с Нель Адгамовичем Болатбаевым. До избрания его председателем облисполкома, он прошёл школу председателя колхоза, председателя райисполкома, первого секретаря крупнейшего в области Сергеевского района, в совершенстве знал местные условия и кадры области. Хороший организатор и тонкий политик, он всегда умел находить правильные решения в сложных ситуациях, был требователен и внимателен к кадрам. Я всегда ценил эти высокие качества Нель Адгамовича и с благодарностью вспоминаю годы совместной работы. С ним всегда можно было посоветоваться, своё мнение при обсуждении важных вопросов он высказывал прямо и аргументированно, умел отстаивать его». (Сорок целинных лет. Петропавловск, 1994, с. 183—184)
С 1986 года — персональный пенсионер союзного значения.
Избирался депутатом Верховного Совета Казахской ССР 7-го, 8-го, 9-го, 10-го и 11-го созывов. Делегат XXIV, XXV, XXVI, XXVII съездов КПСС. В 1971—1986 гг. член Центрального Комитета Компартии Казахстана.
В 1993—1996 гг. председатель Северо-Казахстанского отделения Международного Фонда имени Д. А. Кунаева. Председатель областного совета аксакалов.
Почётный гражданин г. Сергеевка (1994).
Полковник (1995).
Умер в 1996 году. Похоронен на кладбище села Бесколь.
Награждён орденами Ленина (1976), Октябрьской Революции, Отечественной войны I степени (1985), тремя — Трудового Красного Знамени (в том числе 1980), «Знак Почёта», медалями «За отвагу», «За доблестный труд. В ознаменование 100-летия со дня рождения Владимира Ильича Ленина», «За оборону Сталинграда», «За победу над Германией в Великой Отечественной войне 1941—1945 гг.», «Двадцать лет Победы в Великой Отечественной войне 1941—1945 гг.», «Тридцать лет Победы в Великой Отечественной войне 1941—1945 гг.», «Сорок лет Победы в Великой Отечественной войне 1941—1945 гг.», «50 лет Победы в Великой Отечественной войне 1941—1945 гг.», «Ветеран труда», «За освоение целинных земель», «50 лет Вооружённых Сил СССР», «60 лет Вооружённых Сил СССР», «70 лет Вооружённых Сил СССР».
Именем Н. А. Болатбаева названа улица в Петропавловске. На доме, где он жил, установлена мемориальная доска. В Петропавловске обустроен сквер имени Н. А. Болатбаева. В сквере установлен памятный камень.